# 羅馬長劍

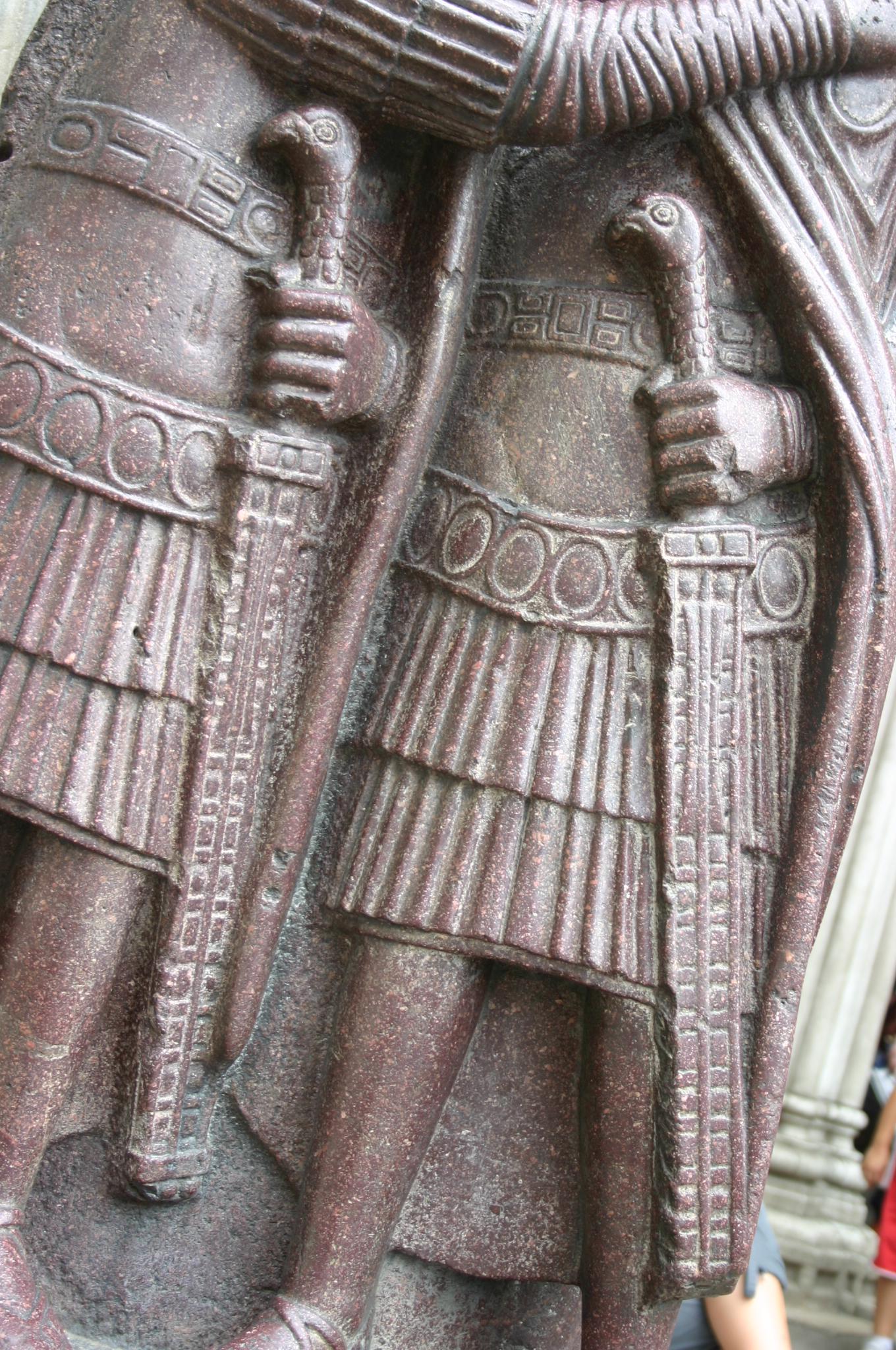

羅馬長劍（拉丁語：Spatha），一種於西元1至6世紀在羅馬帝國境內使用的長劍，長度在0.5到1米之間，柄長大約18到20釐米。
據文獻記載，羅馬長劍出現於西元1世紀的羅馬帝國，作為可能是凱爾特輔助軍使用的武器，到西元3世紀逐漸成為標準的重裝步兵武器，將羅馬短劍降級為輕裝步兵武器。長劍顯然取代了前排的短劍，使步兵在衝刺時具有更大的伸展範圍。雖然步兵版本有一個長尖，但騎兵攜帶的版本有一個圓形的尖端，可以防止騎兵意外刺傷自己的腳或馬。
英國和德國都出土過許多羅馬長劍，證明它曾被日耳曼戰士廣泛使用。目前尚不清楚它是否來自短劍或更長的凱爾特劍，或者它是否作為歐洲各種武裝劍和維京劍的原型。在民族大遷徙時期，羅馬長劍仍然是非常普及的武器。到12世紀，它演變成中世紀盛期的騎士劍。

## 伸延閱讀
- Ewart Oakeshott, The Archaeology of Weapons, Barnes & Noble, 1994, ISBN 1-56619-596-9. The book was copyrighted in 1960.

## 外部連結
- Some Typological Features of Byzantine Spatha （页面存档备份，存于） by Marko Aleksić (2010)
- THE NORWEGIAN VIKING SWORDS （页面存档备份，存于） by JAN PETERSEN (1919) translated by Kristin Noer (1998)
- A RECORD OF EUROPEAN ARMOUR AND ARMS THROUGH SEVEN CENTURIES （页面存档备份，存于）  by Sir Guy Francis Laking (1919)
- Anatomy of the Sword （页面存档备份，存于） (myArmoury.com article)
- A Sword from the Late Viking Age from the Higgins Museum （页面存档备份，存于） (myArmoury.com article)
- VikingSword.com （页面存档备份，存于）